# Jasmine Richards
Jasmine Denise Richards (Scarborough, Ontario, 28 de junio de 1990) es una exactriz y excantante canadiense de ascendencia francesa, británica y caribeña.

## Biografía
Jasmine es de ascendencia francesa, británica y caribeña. Ella nació en Scarborough, Ontario, pero se mudó a Oakville, donde vive actualmente, cuando tenía un año de edad. Richards estudió en la escuela secundaria Iroquois Ridge. Desde 2005 a 2007, ella coprotagonizó la serie televisiva Naturally, Sadie como Margaret Browning-Levesque. Antes de eso había tenido un papel en la película de 2005 Devotion y en la serie de televisión Timeblazers. Recientemente apareció como Margaret "Peggy" DuPree en la película original Disney Channel Camp Rock. También es la primera y única canadiense que compite en los Disney Channel Games.
El 24 de septiembre de 2008, Jasmine cantó himnos estadounidenses y canadienses en el Rogers Centre en Toronto, Ontario.

## Vida personal
Richards tiene una estrecha amistad con sus compañeros de la película Camp Rock y con la actriz canadiense Shenae Grimes.

## Filmografía
| Año       | Título                    | Papel                      | Notas                                                         |
| --------- | ------------------------- | -------------------------- | ------------------------------------------------------------- |
| 2003      | Timeblazers               | Shakira                    | Aparecida en el capítulo "Rumbling and Romance" (temporada 1) |
| 2005      | Devotion                  | Alice Hope                 | Papel principal                                               |
| 2005—2007 | Naturally, Sadie          | Margaret Browning-Levesque | Papel secundario                                              |
| 2007      | Kink in My Hair, 'da      | Lauren                     | Aparecida en el episodio "Fass & Facety" (temporada 1)        |
| 2008      | Princess                  | Skater Girl                | Hecho para televisión (ABC Family)                            |
| 2008      | Camp Rock                 | Margaret "Peggy" Dupree    | Hecho para televisión (Disney Channel)                        |
| 2008      | Disney Channel Games 2008 | Ella misma                 |                                                               |
| 2009      | Código Cooper             | Tara Bohun                 | Hecho para televisión (Disney Channel)                        |
| 2010      | Camp Rock 2               | Margaret "Peggy" Dupree    | Hecho para televisión (Disney Channel)                        |